# Landolphia axillaris
Espèce
Landolfia axillaris est une espèce de plantes à fleurs de la famille de Apocynaceae originaire du Gabon.

## Description
Les caractéristiques générales sont : présence du latex et vrille ainsi que les feuilles opposées.